# 超能力学園Z
『超能力学園Z』（ちょうのうりょくがくえんゼット、Zapped!）は、1982年のアメリカ合衆国の映画。実験事故で念力を手に入れた高校生が騒動を巻き起こすお色気コメディ。

## あらすじ
頭脳明晰だが内気な高校3年生のバーニー（スコット・バイオ）は、学校のアイドルでチアリーダーの美女ジェーンに憧れるも、声をかけることができない。そんな時、理科の実験でちょっとした爆発事故を起こし、気化した薬品を吸ってしまう。幸いバーニーに怪我はなかったが、超能力（テレキネシス）を手にいれたことに帰宅後気づく。翌日バーニーは、事故で散らかったままの実験室を超能力を使って掃除していると、窓の外から親友のペイトンと生徒会長の女生徒バーナデットに目撃されてしまう。バーニーは超能力のことをペイトンとバーナデットに打ち明け、このことは3人だけの秘密にすることに。
それ以来バーニーは超能力を使って、所属する野球部の試合で活躍したり、自身をバカにした相手に超能力を利用していたずらを繰り返して過ごす。行動的になったバーニーは、バーナデットを誘って遊ぶなどして親しくなり、プロム（卒業パーティ）のダンスパートナーになることを約束する。しかし卒業パーティの前日、ペイトンが大学生とルーレットで勝負することになり、心配するバーナデットをよそにバーニーはペイトンと会場へ向かう。超能力で勝負に勝ち続けるペイトンがさらに儲けようとしたため、バーニーは念力でルーレット台を壊して会場を後にする。
超能力をギャンブルに使ったことを反省したバーニーは、翌朝バーナデットと和解し、その後卒業パーティに参加して2人で手を取りダンスを踊る。その直後、ペイトンがジェーンとトラブルを起こしたため、バーニーが超能力でジェーンのブラジャーを外して、親友のピンチを救う。しかし、ジェーンが腹いせにペイトン目がけて投げた物がバーニーの頭に当たり、カチンと来たバーニーは超能力でジェーンのドレスをはぎ取ってしまう。

## キャスト
※括弧内は日本語吹替
- バーニー・スプリングボロ - スコット・バイオ（野村義男）
- バーナデット - フェリス・シャクター（高見知佳）
- ペイトン・ニコルス - ウィリー・エイムス（古川登志夫）
- ジェーン・ミッチェル - ヘザー・トーマス（佐々木るん）
- ロバート・ウォルコット - グレッグ・ブラッドフォード（喜多川拓郎）
- ウォルター・ジョンソン - ロバート・マンダン（富田耕生）
- ローズ・バーンハート - スー・アン・ランドン（沢田敏子）
- デクスター・ジョーンズ - スキャットマン・クローザース（藤本譲）
- バーニーの父 - ロジャー・ボーエン（安田隆）
- バーニーの母 - マリア・スモール（岡本麗）
- コリンヌ・アップダイク - ヒラリー・ビーン（横尾まり）
- ゲイリー・クーター - メリット・バトリック（玄田哲章）
- アルバート・アインシュタイン - ジャン・レイトン（上田敏也）
- デクスター夫人 - ラワンダ・ページ（片岡富枝）
- デヴィッド・レヴィン - アーウィン・キーズ

## 登場人物
バーニー・スプリングボロ
冒頭で超能力が備わる男子生徒。理数系科目が得意で、趣味は高校の実験室で行う実験で、実験用マウスを可愛がっている。普段は大人しい性格で異性に対しても奥手で、勉強以外では周りの生徒にからかわれている。野球部に所属しているが、運動音痴なため万年補欠。自宅では大きめの犬（シープドッグ）を飼っている。
バーナデット
バーニーのクラスメイト。生徒会長で、様々な学校行事を仕切ったり、卒業記念アルバム制作などに携わるなど忙しくしている。普段は良識を持った人物で、知的で好奇心・探究心旺盛な性格だが、たまに物事に夢中になるあまり自分本位な行動を取ることがある。バーニーの超能力を知った後、世間に知らせるべきとの考えを持つ。
ペイトン・ニコルス
バーニーのクラスメイト。バーニーの親友。写真を撮るのが好きで、いつもカメラを所持している。バーニーと同じく野球部に所属しており、ピッチャーを任されている。恋人がいるのを知ってながら、ジェーンにアプローチをする。バーニーの超能力を使って自身も得をしたいと考えるようになる。
ジェーン・ミッチェル
バーニーのクラスメイト。スラッとした体型に中々のルックスの持ち主なため、他の生徒から人気がある女子生徒。チアリーダーに所属し、野球部の試合の応援などをしている。勉強はあまり得意ではない。
ロバート・ウォルコット
ジェーンの恋人。大学1年生で、将来は弁護士になるのが夢。やきもち焼きな性格でジェーンが他の男と話をしていると嫉妬する。ジェーンにちょっかいを出すペイトンと張り合う。
ウォルター・ジョンソン
バーニーが通う高校の校長。バーニーに頼んで、実験室の温室で自身のランの花を育ててもらっている。離婚歴があり現在は独身で、新聞の恋人募集の広告のようなもので再婚相手を探している。
ローズ・バーンハート
バーニーが通う高校の教師。ウォルター校長に異性として憧れている。50代ぐらいの女性だが、恋愛に関して情熱的で積極的な性格。生徒たちの卒業パーティーでは司会を務める。
デクスター・ジョーンズ
高校の野球部「ペンギンズ」のコーチ。自身が実験室に訪れた時にうっかり薬品に別の薬品を混ぜてしまい、バーニーに超能力が備わる一因となる。陽気な性格。恐妻家。サラミが大好物。
バーニーの父
気が弱い性格。バーニーに卒業パーティーのダンスの相手がいないことを心配する。また、バーニーの最近の生活態度に違和感を感じ、息子が薬物を使用しているのではと疑う。
バーニーの母
一人息子のバーニーを心配するあまり、口うるさく色々と注意する。バーニーといる時に超常現象が起きたことから、息子に悪魔が取りついていると思い始める。
コリンヌ・アップダイク
バーニーが通う高校の教師。ウォルターの婚活（再婚）を応援しており、彼が事前に出した新聞の恋人募集の欄に、女性からの応募がないか気にかけている。
ゲイリー・クーター
バーニーのクラスメイト。いつも派手で個性的なファッションをしている。目立つことが好きで、授業もやや不真面目な態度を見せる。
アルバート・アインシュタイン
理論物理学者。デクスターの幻想の中に登場する。デクスターを追いかけるデクスター夫人の勢いに押されて、なぜか無関係の自身も逃げようとする。
デクスター夫人
デクスターの妻。デクスターからは「かかあ」と呼ばれている。怒りっぽくパワフルなおばさん。デクスターを尻に敷いており、夫がくだらないことを言ったり若い女に気を取られたりすると叱りつけている。
デヴィッド・レヴィン
デクスター率いる野球部と試合をする相手チーム「タイガース」のスター選手。ピッチャー兼スラッガー。見た目が中年男性のように見えることから、周りの人や試合の実況者からも「おっさん」のあだ名で呼ばれる。

## ノミネート
- ウィリー・エイムスは第3回ゴールデンラズベリー賞最低男優賞にノミネートされたが、受賞したのはローレンス・オリヴィエだった。